# Siphonidium ramosum
Siphonidium ramosum är en svampdjursart som först beskrevs av Schmidt 1870.  Siphonidium ramosum ingår i släktet Siphonidium och familjen Siphonidiidae. Inga underarter finns listade i Catalogue of Life.